# Sabine Lake
Der Sabine Lake ist ein 364 km² großes Gewässer, das vom Zusammenfluss des Sabine River und des Neches River gebildet wird. Nach den üblichen Definitionen ist das Gewässer eine Lagune, doch wird es meist See genannt. Er ist etwa 22 Kilometer lang und 11 Kilometer breit. Das salzige Wasser fließt durch den Sabine Pass in den Golf von Mexiko. An die Lagune grenzen das Jefferson County, Texas, das Orange County, Texas, und das Cameron Parish, Louisiana. Die Stadt Port Arthur in Texas liegt am Ufer des Sabine Lake. Die Staatsgrenze von Texas und Louisiana geht mitten durch den See.
Der Sabine Lake und das umgebende Sumpfland sind beliebt für Angelausflüge.

## Geschichte
Das Gebiet um die Lagune wird seit etwa 1500 Jahren bewohnt. Europäer kamen erstmals um 1777 hierher, als Briten unter Captain George Gauld den See kartographierten. Darauf folgten mehrere spanische Expeditionen.
Obwohl der Ausfluss des Sabine River zu seicht für Hochseeschiffe war, wurde die Lagune nach 1800 ein wichtiger Handelspunkt. Über die Lagune wurden 1810 durch Jean Laffite Sklaven nach Louisiana geschmuggelt – bis heute gibt es Legenden, dass er Goldverstecke an den Ufern hinterlassen habe. In den 1830er Jahren wurde der Sabine Lake erneut zu einem Umschlagplatz für Schmuggelgut, hauptsächlich Sklaven. Vor dem Bürgerkrieg befuhren Baumwolldampfer regelmäßig die Wasser des Sees, und Holzfäller flößten ihre Baumstämme zum See.
Später wurden Teile des Sees als Teil eines Kanalsystems ausgehoben. In den 1940er Jahren wurde der See großräumig nach Öl abgesucht.